# Lord of the Birdcage
Lord of the Birdcage è il 16° album in studio long playing di Robert Pollard, membro fondatore dei Guided by Voices; venne pubblicato nel 2011 negli Stati Uniti d'America sia in vinile che in CD dalla Guided By Voices Inc..

## Tracce
Lato A
1. Smashed Middle Finger
2. Aspersion
3. Dunce Codex
4. Garden Smarm
5. You Can't Challenge Forward Progress
6. In a Circle

Lato B
1. You Sold Me Quickly
2. The Focus (Burning)
3. Ribbon of Fat
4. Silence Before Violence
5. Holy Fire
6. Ash Ript Telecopter

## Musicisti
- Todd Tobias: basso, batteria, percussioni, chitarra, tastiere
- Robert Pollard: voce e chitarra